# Windsurfing terestru

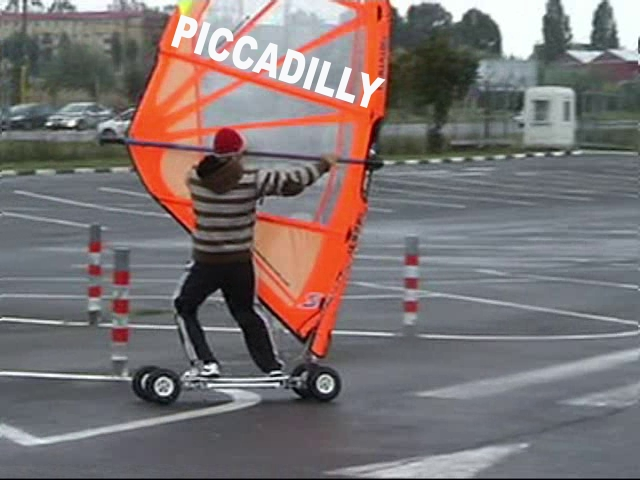
Windswurfing terestru în România

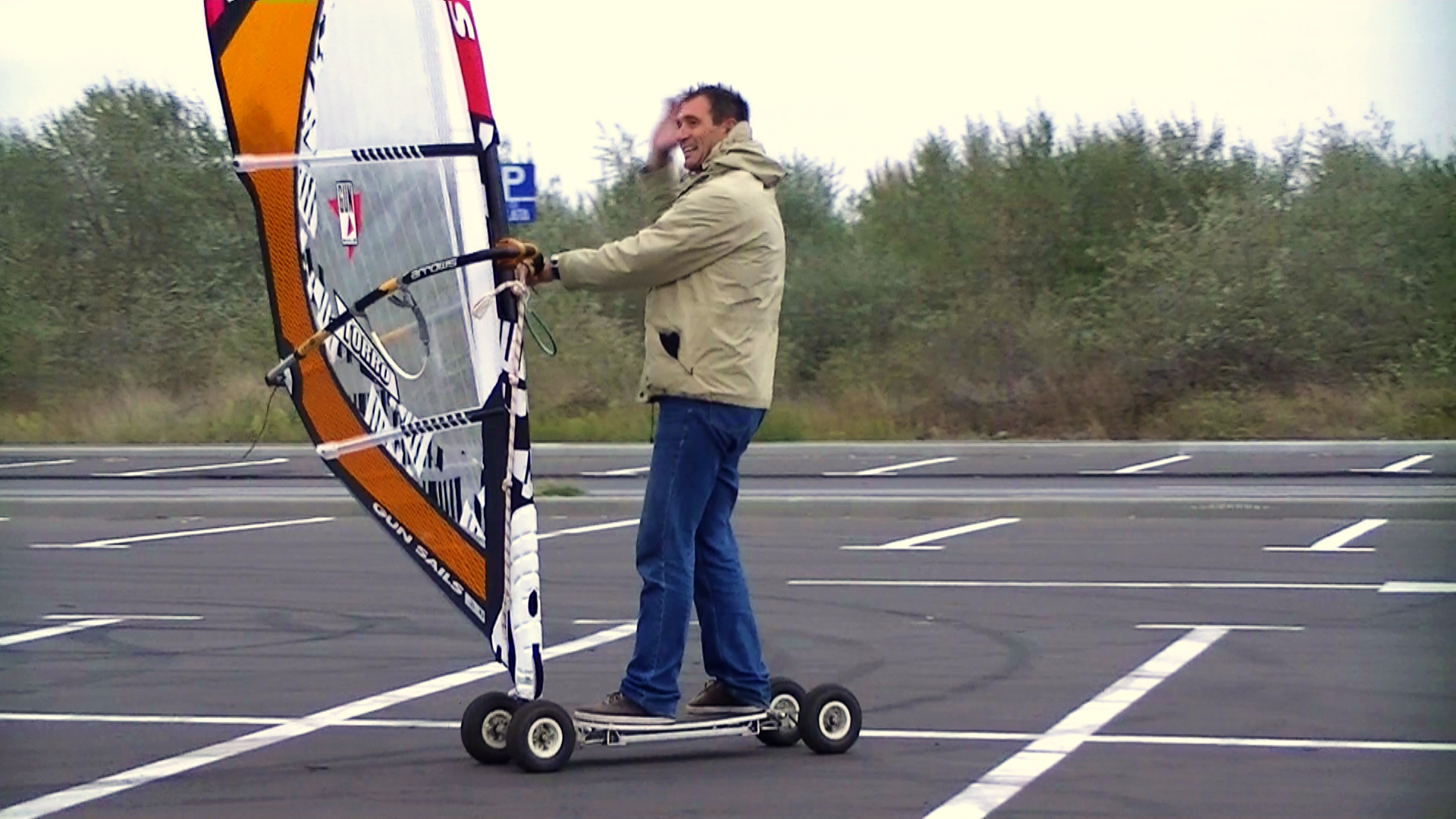
Windswurfing într-o parcare

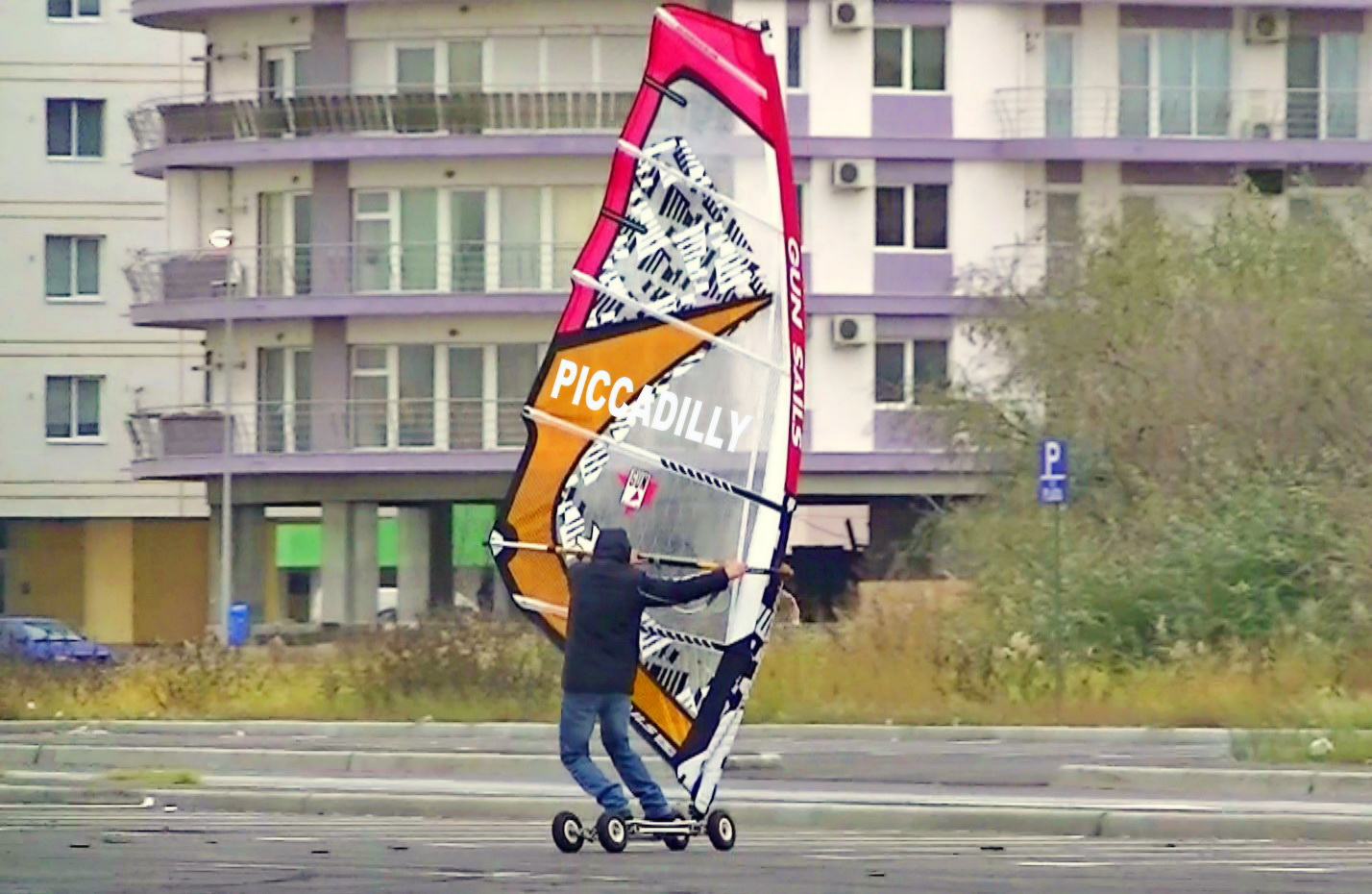
Windswurfing terestru

Windsurfingul terestru este o variantă a windsurfingului care se practică pe uscat. Se mai numește și „windsurfing murdar”. 
Planșa de windsurfing este înlocuită cu o placă de mountainboarding, cu roți mari, de care se atașează vela. Asfaltul parcărilor și al străzilor este ideal pentru a face windsurfing terestru. De asemenea plajele cu maree pot fi piste perfecte când apa se retrage. Echipamentul se manevrează la fel ca la windsurfingul pe apă. Suplimentar, se folosesc cotiere și genunchiere pentru protecția articulațiilor.  
Windsurfingul terestru se practică în zonele fără luciu de apă sau în sezonul de iarnă.  